# 20th Century Studios

Ehemaliges Logo

20th Century Studios (vorher 20th Century Fox, von 1935 bis 1985 mit Bindestrich Twentieth Century-Fox Film Corporation) – vor der Umbenennung im Januar 2020 auch bekannt als CentFox sowie 20th oder Fox – ist eine US-amerikanische Filmproduktionsgesellschaft, die seit dem 20. März 2019 Teil der Walt Disney Company ist. Zuvor gehörte das Unternehmen 83 Jahre lang zu den sogenannten Major-Studios, den zuletzt sechs größten Filmunternehmen in den Vereinigten Staaten. Der Unternehmenssitz ist in Los Angeles und entstand ursprünglich aufgrund der Fusion zwischen der Fox Film Corporation und 20th Century Pictures.
Zu den bekanntesten Filmen und Filmreihen von 20th Century Studios gehören unter anderem Star Wars, Titanic, Avatar, Ice Age, X-Men, Stirb langsam, Alien, Planet der Affen, Anastasia, Love, Simon und Kevin – Allein zu Haus. Hinzu kommen zahlreiche bekannte Fernsehserien, wie Die Simpsons, Family Guy, American Dad, Modern Family oder Akte X.

## Geschichte

### Gründung
Das Unternehmen entstand am 31. Mai 1935 aus dem Zusammenschluss der unter Zwangsverwaltung stehenden Fox Film Corporation und der 20th Century Pictures.

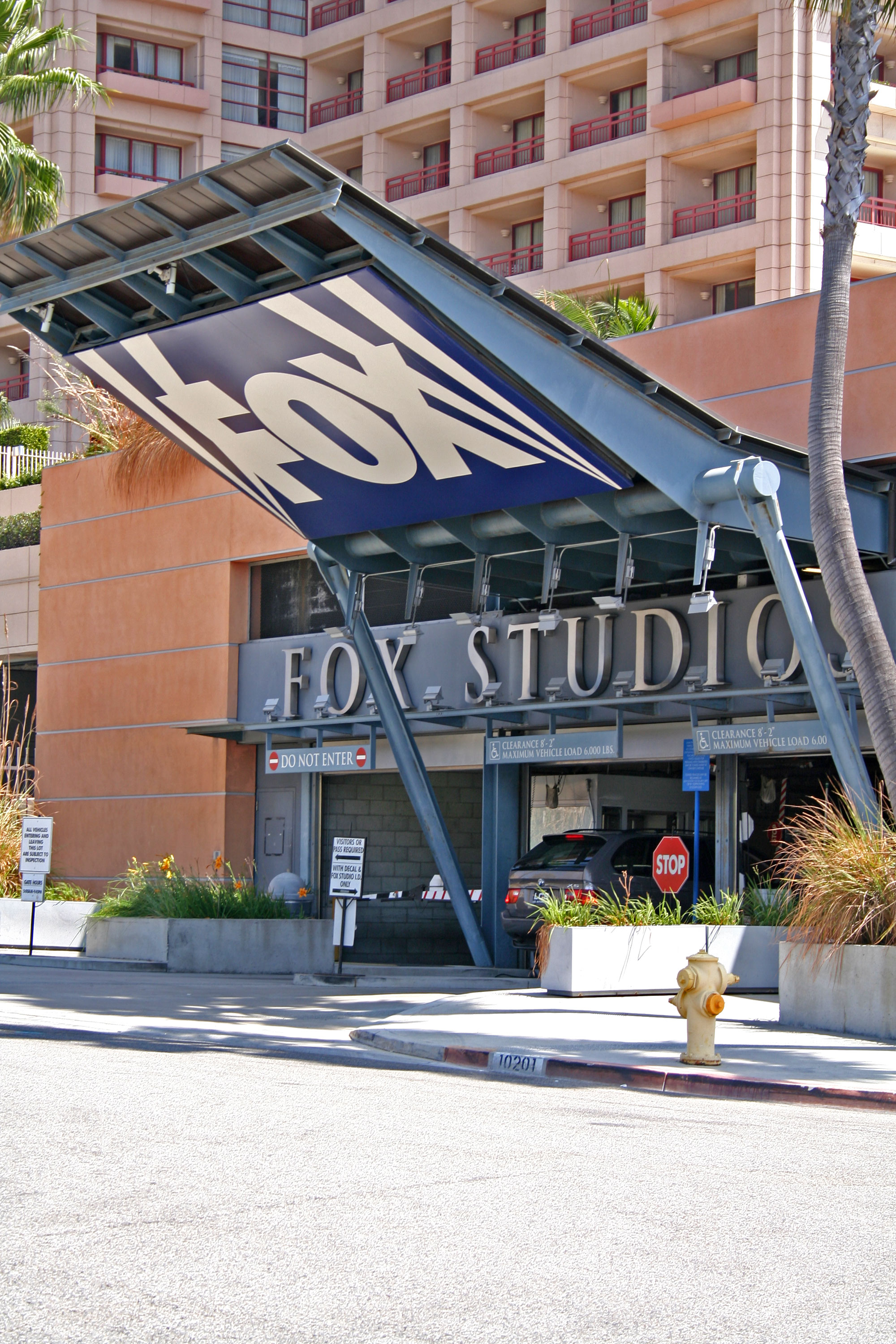
Fox Studios in L.A.

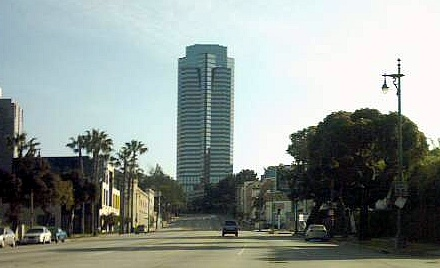
Fox Plaza, Century City Zentrale

Ab 1935 finanzierte, produzierte und verlieh die 20th Century Fox Kinofilme in Nordamerika. Joseph Schenck war der erste Präsident des Unternehmens, Darryl F. Zanuck übernahm die Leitung der operativen Aufgaben.

### Murdoch übernimmt die Kontrolle
Seit 1985 war 20th Century Fox ein Tochterunternehmen der News Corporation des Medienmoguls Rupert Murdoch.
Im Jahr 1994 wurde für die Produktion, den Vertrieb und das Marketing von Independent-Filmen das Tochterunternehmen Fox Searchlight Pictures gegründet.

### Übernahme durch Disney
Am 14. Dezember 2017 wurde offiziell bekanntgegeben, dass Disney für 52,4 Milliarden US-Dollar große Teile des Filmstudios aufkaufen will. Am 23. Mai 2018 wurde bekannt, dass sich der Medienkonzern Comcast für eine Summe von etwa 60 Milliarden US-Dollar ebenfalls um den Kauf großer Teile der 20th Century Fox bemüht.
Am 19. März 2019 wurde von Fox offiziell bekanntgegeben, dass die Übernahme am Folgetag vollzogen wird. Durch den Vollzug der Übernahme am 20. März 2019 wurde 20th Century Fox in den Besitz der Walt Disney Company überführt. Im Zuge dessen löste sich das Unternehmen 21st Century Fox, zu dem 20th Century Fox bisher gehörte, auf und aus dem Rest des Unternehmens gründete sich das neue Unternehmen Fox Corporation. Die Übernahme ist bis dato mit 71 Milliarden US-Dollar der teuerste Firmenkauf in der Geschichte der amerikanischen Filmindustrie.
Anfang 2020 wurde durch Disney bekannt gegeben, dass das Fox aus dem Namen gestrichen und durch Studios ersetzt werden soll. Seitdem heißt das Studio offiziell 20th Century Studios.

## Musik
Fox Music ist Fox’ Musikabteilung seit 2000.
Es umfasst Musik-Veröffentlichungen und Lizenzhandel, die sich hauptsächlich mit Fernseh- und Filmmusik beschäftigen.
Vor Fox Music war 20th Century die Musikabteilung von 1958 bis 1982.

## Radio
Von 1936 bis 1942 wurde die Radioserie Twentieth Century Fox Presents ausgestrahlt.
Die Ausgaben waren oft Vorschauen zu aktuellen Filmen, welche Medleys der Filmmusik enthielten, vergleichbar mit heutigen Film-Trailern und sollten die Zuhörer motivieren, ins nächste Kino zu gehen.
In den Radioshows waren die originalen Stars dieser Filme zu Gast, der Sprecher fasste die Performance in einem Vorspann zusammen.

## Filmbearbeitung
Seit seinen frühesten Unterfangen in der Filmproduktion leitete Fox Film seine eigenen Filmlabore. Das ursprüngliche Labor befand sich bei den Studios in Fort Lee, New Jersey. Ein Labor war in dem neuen Studio inbegriffen, das 1916 in Los Angeles gebaut wurde.
Unter der Leitung von Alan E. Freedman wurde das Fort Lee Labor 1919 ins neue Fox Studios Gebäude in Manhattan gebracht. 1932 kaufte Freedman die Labore für zwei Millionen Dollar von Fox, um die damals niedrige Liquidität von Fox zu stärken. Er benannte sie in DeLuxe Laboratories um, aus denen später die Deluxe Entertainment Services Group wurde. Freedman verkaufte in den 1940ern die Filmlabore an die 20th Century Fox zurück.

## Firmenlogo
Erkennungszeichen der Fox-Filme ist das Logo eines von Scheinwerfern angeleuchteten Art-déco-Gebäudes, welches die Form der Zeichen des Firmennamens besitzt. Es wurde 1935 vom Landschaftsmaler Emil Kosa junior entworfen und zeigte ursprünglich den Text 20th Century Pictures, Inc. Anfangs wurde es noch mithilfe mehrerer Glasschichten Bild für Bild animiert.
Die dazu spielende Musik wurde von Alfred Newman komponiert und trägt den Titel „Fox-Fanfare“. Newman war langjähriger Leiter der Musikabteilung des Filmstudios. Am bekanntesten ist die erweiterte CinemaScope-Fassung (mit zwecks zusätzlicher Breite kursiv gesetzter 0 in 20th) von 1954. John Williams hat sie 1980 für den Film Das Imperium schlägt zurück neu eingespielt. Alfred Newmans Sohn David Newman nahm die Fanfare seines Vaters 1997 für den Zeichentrickfilm Anastasia erneut auf.
In der Serie Futurama wird anstelle des 20th-Century-Fox-Zeichens ein 30th-Century-Fox-Zeichen gezeigt.
Ein neues Logo wurde im Teaser-Trailer für Avatar – Aufbruch nach Pandora gezeigt, produziert von den zu Fox gehörenden Blue Sky Studios. Es wurde bekanntgegeben, dass Avatar – Aufbruch nach Pandora der erste Film von 20th Century Fox mit dem neuen Logo sein wird. 
Nach der Umbenennung in 20th Century Studios durch Disney Anfang 2020 wurde auch das Logo an den neuen Namen angepasst. Der erste Film, der unter dem neuen Logo erschien, ist Ruf der Wildnis.

## Niederlassungen im deutschsprachigen Raum
| 2004 | 12 | 1.452.511 | 7,9 %  |
| 2005 | 12 | 1.429.570 | 9,49 % |
| 2006 | 19 | 3.256.134 | 19,5 % |
| 2007 | 22 | 2.009.810 | 13,5 % |

Die Niederlassungen für den Kinoverleih von Twentieth-Century-Fox-Filmen in Deutschland, Österreich und der Schweiz befinden sich in Frankfurt am Main (Twentieth Century Fox of Germany), Wien (Centfox-Film Gesellschaft) und Zürich (Twentieth Century Fox of Switzerland).
In Österreich – wie auch in vielen anderen Ländern – rangiert Centfox stets auf den Top-Plätzen unter den größten Verleihern. Je nachdem, welcher US-Verleiher den oder die erfolgreichsten Film(e) des Jahres hatte, wechseln die Marktführer beinahe jährlich. So rangierte Centfox 2004 auf Platz 6, 2005 auf Rang 4, 2006 auf Platz 1 und 2007 wieder auf Platz 4 hinter Universal Pictures, Warner Bros. und Walt Disney.

## Bekannte Filme

### 1930er Jahre
20th Century Fox brachte seit Bestehen des Unternehmens sehr erfolgreiche Filme auf den Markt. Im Jahr 1937 erschien der Kinderfilm Heidi, der die erste Tonverfilmung des gleichnamigen Romans ist. 1939 erschien die Verfilmung Der Hund von Baskerville von Regisseur Sidney Lanfield, des gleichnamigen Romans von Sir Arthur Conan Doyle. Noch im selben Jahr wurden die Darsteller der Rollen Sherlock Holmes und Dr. Watson ebenfalls in dem Film Die Abenteuer des Sherlock Holmes eingesetzt.

### 1940er Jahre
Anfang der 1940er Jahre ließ 20th Century Fox Vorlagen von John Steinbeck verfilmen, wobei John Ford bei Früchte des Zorns (nach Steinbecks Roman) und Alfred Hitchcock bei Das Rettungsboot (nach Steinbecks Drehbuch) Regie führten. Im selben Jahr erschien der Kriminalfilm Laura, der bei der Oscarverleihung 1945 in fünf Kategorien nominiert war, erhielt dabei eine Auszeichnung in der Kategorie Beste Kamera. Mit Das Wunder von Manhattan des Regisseurs George Seaton, erschuf 20th Century eine schwarz/weiße Filmkomödie über Weihnachten, die drei Oscarauszeichnungen und zwei Golden Globes einspielte. Das Remake, das 1994 unter dem gleichen Titel in die Kinos kam, konnte an die Erfolge des Originals nicht anknüpfen.

### 1950er Jahre
Die Dramakomödie Alles über Eva des Regisseurs Joseph L. Mankiewicz erschien 1950 in den Kinos und erhielt unter anderem bei der Oscarverleihung 1951 sechs Auszeichnungen. Im Jahr 1951 erschien der Science-Fiction-Film Der Tag, an dem die Erde stillstand des Regisseurs Robert Wise, der auf der Erzählung Abschied vom Herrn (Originaltitel: Farewell to the Master) von Harry Bates basiert. Ende 2008 erschien die Neuverfilmung unter dem gleichen Titel (mit Keanu Reeves in der Hauptrolle; Regie: Scott Derrickson), die jedoch nur bedingt mit der älteren Version vergleichbar ist, sowohl von der Grundhandlung her betrachtet als auch vom Einsatz der visuellen Effekte. Außerdem war 20th Century Fox das Heimatstudio von Marilyn Monroe und feierte mit ihr große Erfolge; der erste davon war Blondinen bevorzugt im Jahr 1953. Auch technisch gehörte das Studio zur Hollywood-Elite; hier entstand nach dem hauseigenen Cinemascope-Verfahren der erste Breitwandfilm Das Gewand (1953). Auch der zweite Monroe-Kassenschlager Wie angelt man sich einen Millionär? (1953) wurde bereits in dieser Technik und mit hohem Perfektionsgrad gefilmt.

### 1960er Jahre
Im Filmjahr 1968 erfolgte die Romanverfilmung Planet der Affen. Nach dem ersten Teil entschied sich 20th Century Fox dazu, vier Fortsetzungen (1970–1973) zu verfilmen, bevor im Jahr 2001 die Neuverfilmung des ersten Teils mit Mark Wahlberg und Tim Roth in die Kinos kam.

### 1970er Jahre
Im Jahr 1977 erschien Krieg der Sterne, der die vierte Episode der Star-Wars-Reihe darstellt, aber der erste Film ist, welcher veröffentlicht wurde. Der Regisseur, George Lucas, konnte das Studio überzeugen, dass der Science-Fiction-Film ein Erfolg würde, und ließ sich unter anderem die Rechte der Filmmusik überschreiben. Das Studio ließ sich darauf ein, weil die Rechte nicht so viel wert waren. Bei der anschließenden Oscar-Verleihung erhielt der Film sechs Auszeichnungen und war ein absoluter Kassenerfolg. Anschließend folgten die Fortsetzungen Das Imperium schlägt zurück (1980) und Die Rückkehr der Jedi-Ritter (1983), bevor nach Lucas’ Erachten die Tricktechnik ausgereift war, sodass die Prequel-Trilogie gedreht werden konnte. So erschienen dann Episode I (1999), Episode II (2002) und Episode III (2005).
Mit Alien entstand ab dem Jahr 1979 eine erfolgreiche Filmreihe von vier Teilen, sowie Predator (1987) und zwei weitere Teile. Dessen Crossover-Ableger Alien vs. Predator (2004) und dessen zweiter Teil (2007) wurden alle von Twentieth Century Fox in die Kinos gebracht.

### 1980er Jahre
Im Jahr 1982 erschien The Verdict, der bei der anschließenden Oscarverleihung fünf Mal nominiert war, aber leer ausging. Im Jahr 1985 erschien der Actionfilm Phantom-Kommando mit Arnold Schwarzenegger und Alyssa Milano und das Science-Fiction-Drama Cocoon des Regisseurs Ron Howard mit Don Ameche und Steve Guttenberg. Der Actionfilm Stirb Langsam von John McTiernan, wurde auf dem 1987 fertiggestellten Fox Plaza in Los Angeles dem Verwaltungsgebäude von 20th Century Fox gedreht und erschien 1988 in den Kinos. Dabei standen Alan Rickman und Bruce Willis in den Hauptrollen vor der Kamera. Willis gelang damit sein Durchbruch und er verkörperte die Rolle des John McClane in vier weiteren Fortsetzungen.

### 1990er Jahre
Mit Kevin – Allein zu Haus (u. a. mit Macaulay Culkin als Kevin und Joe Pesci als Harry) erschien eine Komödie, von der in den Jahren 1992, 1997 und 2002 drei Fortsetzungen entstanden sind, aber nicht an den Erfolg des ersten Teils anknüpfen konnten.
1992 schloss das von James Cameron gegründete Studio Lightstorm Entertainment einen Produktionsvertrag mit der 20th Century Fox ab. Im Dezember 1995 gaben beide Unternehmen einen exklusiven First-Look-Deal bekannt.
Im Jahr 1997 erschien der unter der Regie von Cameron entstandene Kassenerfolg Titanic. Die Hauptrollen übernahmen Kate Winslet und Leonardo DiCaprio. Der später mit elf Oscars ausgezeichnete Film lockte allein in den USA über 130 Millionen Besucher in die Kinos und spielte weltweit über 1,8 Milliarden US-Dollar ein. Das Filmdrama war der erfolgreichste Film weltweit nach Einspielergebnis, bis er 2010 von Camerons nächstem Regieprojekt Avatar – Aufbruch nach Pandora abgelöst wurde.

### 2000er Jahre
2000 produzierte Fox die Comicverfilmung von X-Men, der Preisverleihungen in 21 Kategorien nominiert wurde und elf Preise erhielt. In diesem Film war der Comicautor Stan Lee als Hot-Dog-Verkäufer zu sehen. Mit dem Erfolg entschied sich Fox weitere Fortsetzungen ins Kino zu bringen und produzierte deshalb die Filme X-Men 2 (2003), X-Men: Der letzte Widerstand (2006), X-Men Origins: Wolverine (2009) und X-Men: Erste Entscheidung (2011). Für den Horror-Thriller Schatten der Wahrheit (2000) kaufte das Unternehmen die Verwertungsrechte außerhalb der USA und Kanada. Für den Film Ali, bei dem Michael Mann Regie führte, stand Will Smith als Muhammad Ali vor der Kamera, der die Geschichte des sportlichen Aufstiegs des Weltklasseboxers und seinen Erlebnissen außerhalb des Ringes porträtiert. Der Film erhielt schlechte Kritiken für seine zu kurzen Geschichten und Wettkämpfe.
Im Jahr 2002 ließ 20th Fox den geplanten Zeichentrickfilm Ice Age von Blue Sky Studios als animierten Film produzieren, der weltweit über 380 Millionen US-Dollar einspielte. Der Film erhielt eine Oscarnominierung als Bester animierter Film und wurde in der gleichen Kategorie bei den Saturn Awards, Golden Satellite Awards und den Young Artist Awards nominiert. Es wurden 2006 und 2009 zwei weitere Fortsetzungen produziert. Mit Walking Tall – Auf eigene Faust (2004) schnappte man die Story aus dem Film Der Große aus dem Dunkeln auf und verfilmte diese mit dem damaligen Wrestling-Star Dwayne „The Rock“ Johnson. Mit I, Robot, der auf dem gleichnamigen Roman basiert, wurde mit positiven Kritiken überschüttet. Positivere Kritiken erhielt der noch im selben Jahr produzierte Katastrophenfilm von Roland Emmerich The Day After Tomorrow, der die Thematik des Klimawandels drastisch darstellte. Das Gesamteinspielergebnis aus DVD-Verkauf und Kinovorführung beläuft sich auf über 652 Millionen US-Dollar.
Mit dem Film Slumdog Millionär produzierte 20th Century Fox’ Tochterunternehmen Fox Searchlight Pictures einen mit acht Oscars ausgezeichneten Film, der beim Kinostart in den Vereinigten Staaten lediglich in zehn Kinos anlief.
Im Jahr 2009 erschien der größte Kassenerfolg in den US-amerikanischen Kinos. Mit Avatar – Aufbruch nach Pandora brach James Cameron sämtliche Besucherrekorde und erzielte ein Einspielergebnis von über 2,7 Milliarden US-Dollar und stürzte somit Titanic vom ersten Platz der erfolgreichsten Filme. Mit neun Nominierungen ging der Film bei den Oscars ins Rennen, erhielt aber nur drei Auszeichnungen.

## Bekannte Serien
Im Jahr 1972 produzierte Fox’ Tochterunternehmen 20th Century Fox Television, die tragikomische Serie M*A*S*H die in einem mobilen Feldlazarett der US Army (Mobile Army Surgical Hospital) während des Koreakrieges spielt. Die Serie basiert auf dem Film MASH von Robert Altman aus dem Jahr 1970. Nach elf Staffeln endete die Serie im Jahr 1983 und erhielt insgesamt 8 Golden Globes, 7 Emmys (bei 99 Nominierungen) und zahlreiche weitere Auszeichnungen. Die M*A*S*H-Schlussfolge am 28. Februar 1983 hatte mit 77 Prozent die bis heute höchste Zuschauerquote einer Fernsehserie in den Vereinigten Staaten. Etwa 106 Millionen Zuschauer sahen diese Folge. Die Staffeln wurden in 15 Sprachen übersetzt und in 25 Ländern ausgestrahlt. Die deutsche Erstausstrahlung fand erst am 5. Januar 1990 auf ProSieben statt.
Mit Ein Colt für alle Fälle produzierte Fox 1981–1986 eine Serie, die sich mit dem Thema Kopfgeldjäger beschäftigte. Die Idee stammte dabei von Glen A. Larson. Die Action-Fernsehserie wurde im Jahr 1985 mit dem Stuntman Award ausgezeichnet. Im Jahr 1982 erschien die Krimi-Serie Hart aber herzlich in der die Hauptfiguren, die eigentlich ein Luxus-Leben führen, immer wieder in Kriminalfälle hinein rutschen. Nach fünf Staffeln endete die Serie 1987, die mit einem Golden Globe ausgezeichnet wurde.
Seit 1989 produziert Fox gemeinsam mit Matt Groening die bekannteste Zeichentrickserie der Welt Die Simpsons. Die Simpsons wurden mit 27 Emmy Awards, 30 Annie Awards und weitere Auszeichnungen ausgezeichnet. Neben der Serie wurde 2007 der Kinofilm Die Simpsons – Der Film produziert und es konnten zahlreiche Comics und Computerspiele vertrieben werden. Mit über 500 Episoden in bisher 24 Staffeln ist dies die langlebigste Serie. Von 1993 an wurde New York Cops – NYPD Blue bis 2005 in 261 Episoden produziert, die auf als weithin sehr realistisch anerkannte Weise den Arbeitsalltag der Mordkommission einer fiktiven Polizeiwache des New York City Police Department im Stadtteil Manhattan zeigte. Charakteristisch sind die wackelige Kameraführung, der oft vulgäre Umgangston, der übermäßig hohe Grad an körperlicher Gewaltanwendung durch die Polizei sowie freizügige Sexszenen. Bezeichnend sind aber ebenfalls die intensiv charakterisierten Hauptfiguren und die Vielzahl von lang andauernden, Episoden übergreifenden Handlungssträngen, die auch das Privatleben der Charaktere einschließen. Dafür war die Serie anfangs sehr umstritten, aber später erfolgreich.
Mit Akte X – Die unheimlichen Fälle des FBI entstand 1993 bis 2002 im Stile einer Krimiserie die mit Science-Fiction-, Fantasy- und Horror-Elementen miteinander verbunden wurde. Akte X gilt damit als ein wichtiger Begründer des Mysterygenres in seiner heutigen Form. Es folgten die beiden Filme Akte X – Der Film (1998) und Akte X – Jenseits der Wahrheit (2008) in denen die beiden Hauptfiguren mit den Hauptrollen aus der Serie (David Duchovny als Fox Mulder und Gillian Anderson als Dana Scully) besetzt wurden.
Von 1997 bis 2003 brachte Fox die Serie Buffy – Im Bann der Dämonen ins Fernsehen. Neben dieser Serie wurde ein Spin-off (Angel, 1999–2004, ebenfalls durch 20th Century Fox Television produziert) und mehrere Comicserien veröffentlicht. In der Serie geht es um die mit mystischen Kräften ausgestattete Vampirjägerin Buffy, die gemeinsam mit ihren Freunden gegen Dämonen, Vampire und die Probleme des Erwachsenwerdens kämpft.
Die Anwaltsserie Ally McBeal (1997–2002) mit der gleichnamigen Titelfigur erhielt zwei Emmy Awards, drei Golden Globes und zwei Screen Actors Guild Awards. In dieser Serie hatten Schauspielgrößen wie Bruce Willis, Tony Shalhoub, Tracey Ullman aber auch Musiker wie Sting, Tina Turner, Jon Bon Jovi und Anastacia unter anderem Gastauftritte als Mandanten.
King of the Hill war eine satirische US-amerikanische Zeichentrickfernsehserie, die von 1997 bis 2009 auf Fox lief. Die Serie geht auf eine Idee von Beavis-and-Butt-Head-Schöpfer Mike Judge zurück. Family Guy ist eine US-amerikanische Zeichentrickserie, die seit 1999 unter der Führung von Seth MacFarlane produziert wird. Die Serie dreht sich um das Leben der Familie Griffin in der fiktiven amerikanischen Kleinstadt Quahog in Rhode Island. Die Produktion der Serie begann 1999 und endete 2003, bevor sie seit 2005 weiter produziert wird. Matt Groening der mit Die Simpsons eine erfolgreiche Zeichentrickserie ins Leben rief, schuf auch Futurama (1999–2002, 2010–2013) die zu Beginn des 31. Jahrhunderts spielt und vom Alltag und den Abenteuern der befreundeten Mitarbeiter des interstellaren Lieferunternehmens Planet Express mit Sitz in Neu New York erzählt. Nach der ersten Produktionsperiode wurden die vier Filme Futurama: Bender’s Big Score, Futurama: Die Ära des Tentakels, Futurama: Bender’s Game und Futurama: Leela und die Enzyklopoden produziert, bevor anschließend die Trickserie wieder ins Leben gerufen wurde.
Mit Malcolm mittendrin (2000–2007) wird die Geschichte einer Familie der US-amerikanischen unteren Mittelschicht erzählt. Neben einer Reihe von Parallelhandlungen ist vor allem in den ersten Staffeln das Hauptthema die Auseinandersetzung des drittältesten Sohnes Malcolm mit seiner Hochbegabung und deren Auswirkung auf sein Leben. In der Actionserie 24 (2001–2010) verkörperte Kiefer Sutherland den Agenten Jack Bauer der fiktiven Anti-Terror-Einheit CTU, der versucht terroristische Angriffe zu verhindern. Durch den Autorenstreit im Jahr 2007, erschien der Fernsehfilm 24: Redemption.
Mit Dark Angel (2000–2002) wurde eine kurzlebige aber bekannte Serie von James Cameron verwirklicht, in der eine genmanipulierte Soldatin (verkörpert durch Jessica Alba) gegen das korrupte Amerika kämpft. Von 2004 bis 2007 erschien O.C., California, die Serie hatte nie hohe Einschaltquoten, doch der Verkauf der ersten Staffel war zeitweise die meistverkaufte Serien-DVD in Deutschland. The O.C wurde in den Jahren 2003–2006 mehrfach mit einem Teen Choice Award ausgezeichnet.
Boston Legal (2004–2008) war die zweite Anwaltsserie von David E. Kelley die nach Ally McBeal produziert wurde. Boston Legal handelt von dem Arbeitsalltag der hochangesehenen Bostoner Anwaltskanzlei Crane, Poole & Schmidt. Die Serie ist ein Ableger der in Amerika mit zahlreichen Awards ausgezeichneten Anwaltsserie Practice – Die Anwälte, die sich konsequent und kontrovers mit der unschönen Seite des amerikanischen Strafrechts auseinandersetzte. Boston Legal befasst sich dagegen sowohl mit Zivil- als auch Strafrecht und legt ebenso einen Schwerpunkt auf die skurrilen Figuren. Die Hauptrollen spielten James Spader und William Shatner.
Dr. House war eine US-amerikanische Serie über den Arzt Dr. Gregory House (verkörpert durch Hugh Laurie), einen Spezialisten für Diagnostik, der ein besonderes Gespür für die Diagnose außergewöhnlicher Krankheitsbilder hat. Im Mai 2012 wurde die Serie nach acht Staffeln und über 170 Episoden mit einem zweistündigen Serienfinale beendet. Dabei war der erste Teil eine Folge mit Rückblenden auf die 8 Staffeln. Die Serie wurde mehrfach mit Emmy Awards, Golden Globe Awards, People’s Choice Awards und weiteren Preisen ausgezeichnet. American Dad (seit 2005) ist eine Zeichentrickserie von Seth MacFarlane, von dem auch Family Guy stammt. Die Serie ist eine Parodie auf den Umgang mit der Angst vor Terroranschlägen in den USA seit dem 11. September 2001. Die Handlung folgt dem Familienvater Stanley Smith, seiner Arbeit bei der CIA und seiner Familie mit allen dort lebenden Wesen.
Bones – Die Knochenjägerin startet ebenfalls 2005 und ist eine Krimiserie. Im Mittelpunkt der Serie steht die forensische Anthropologin Dr. Temperance Brennan, deren Spitzname Bones ist. Im selben Jahr erschien die Serie How I Met Your Mother. Die Ausgangssituation von How I Met Your Mother ist, dass der Charakter Ted Mosby im Jahr 2030 seinen Kindern in allen Details erzählen möchte, wie er deren Mutter kennengelernt hat. Prison Break (2005–2009) war eine Actionserie, in der sich ein Mann absichtlich in ein Gefängnis bringt, um seinen Bruder vor der Todesstrafe zu retten und zusammen mit ihm wieder auszubrechen. Die Serie erhielt einen People’s Choice Award. Die Musical-Comedy-Serie Glee wird seit 2009 ausgestrahlt. Bisher wurden zur Serie zahlreiche DVDs, Blu-rays, eine Buchreihe, eine iPad-Anwendung und ein Karaokespiel für die Wii veröffentlicht. Glee wurde 2009, 2010 sowie 2011 unter anderem mit einem Golden Globe Award für die Beste Serie ihres Genres ausgezeichnet. Aus der Serie entstand der Film Glee on Tour – Der 3D Film.